# Ignacio Rodríguez Mazón
Ignacio Rodríguez Mazón (Santander, Cantabria; 12 de junio de 1996), conocido como Nacho Rodríguez, es un jugador de hockey sobre hierba español.
Estudió Medicina en la Universidad de Cantabria y actualmente cursa Odontología en la Universidad CEU San Pablo.

## Carrera internacional
Logró la medalla de plata en el Campeonato Europeo de Hockey sobre Hierba Masculino de 2019 disputado en Bélgica.
Disputó los Juegos Olímpicos de París 2024, en los que España finalizó cuarta. En enero de 2025 anunció su retirada de la selección tras 128 partidos como internacional.